# لودک ماسلا
لودک ماسلا (چکی: Luděk Macela; ۳ اکتبر ۱۹۵۰ – ۱۶ ژوئن ۲۰۱۶) بازیکن فوتبال اهل چکسلواکی بود.
از باشگاه‌هایی که در آن بازی کرده‌است می‌توان به دوکلا پراگ و باشگاه فوتبال دارمشتات ۹۸ اشاره کرد.
وی به‌همراه تیم ملی فوتبال چکسلواکی به مقام قهرمانی بازی‌های المپیک تابستانی ۱۹۸۰ رسیده‌است.